# Graphiurus crassicaudatus
Graphiurus crassicaudatus és una espècie de mamífer rosegador esciüromorf de la família Gliridae. Es troba al Camerun, la Costa d'Ivori, Ghana, Nigèria i Togo, i possiblement a Benin, Guinea Equatorial i Sierra Leone.

## Hàbitat
El seu hàbitat natural són els boscos de les terres baixes humides, subtropicals o tropicals.